# 相良亨
相良 亨（さがら とおる、1921年5月23日 - 2000年10月14日）は、日本の学者。専門は日本思想史（日本倫理思想史）。東京大学名誉教授。日本学士院会員。

## 来歴
1921年、石川県金沢市に生まれる。旧制水戸中学、旧制水戸高等学校を経て、1944年東京帝国大学文学部倫理学科卒業。和辻哲郎に師事。茨城大学助教授、1965年東京大学文学部助教授、1971年教授。1982年定年退官、名誉教授、共立女子大学教授。1996年春、勲三等旭日中綬章受勲。2000年、逝去。
師・和辻哲郎の和辻倫理学を継承し、日本文化での「美と倫理」を考究した。著作集全6巻がある。

## 著書
- 『近世日本儒教運動の系譜』弘文堂〈アテネ新書〉, 1955
- 『日本人の伝統的倫理観』理想社, 1964
- 『近世日本における儒教運動の系譜』理想社, 1965
- 『近世の儒教思想』塙選書, 1966
- 『武士道』塙新書, 1968／講談社学術文庫, 2010
- 『本居宣長』東京大学出版会, 1978／講談社学術文庫, 2011
- 『誠実と日本人』ぺりかん社, 1980、増補版1998
- 『日本人の死生観』ぺりかん社, 1984、新装版1990
- 『武士の思想』ぺりかん社, 1984、新装版2004
- 『日本人の心』東京大学出版会〈UP選書〉, 1984、増補新装版 2009・2017（解説苅部直）
- 『日本の思想 理・自然・道・天・心・伝統』ぺりかん社, 1989、新装版1998
- 『世阿弥の宇宙』ぺりかん社, 1990
- 『相良亨著作集』全6巻　ぺりかん社, 1992-96
  1. 「日本の儒教I」
  2. 「日本の儒教II」
  3. 「武士の倫理 / 近世から近代へ」
  4. 「死生観 / 国学－本居宣長とその周辺」
  5. 「日本人論」
  6. 「超越・自然」
- 『一語の辞典 こころ』三省堂, 1995
- 『伊藤仁斎』ぺりかん社, 1998
- 『日本人の心と出会う』花伝社, 1998

### 編著
- 『日本の倫理』数江教一共著 宝文館, 1959
- 『甲陽軍鑑・五輪書・葉隠集』[1]筑摩書房〈日本の思想 9〉, 1969
- 『東洋倫理思想史』 学文社, 1977
- 『江戸の思想家たち』 研究社出版, 1979
- 『日本思想史入門』 ぺりかん社, 1984
- 『超越の思想 日本倫理思想史研究』 東京大学出版会, 1993

### その他
- 山本常朝『日本思想大系26　三河物語　葉隠』、佐藤正英と共校注、岩波書店, 1976[2]
- 言志四録『日本思想大系46　佐藤一斎　大塩平八郎』、溝口雄三と共校注、岩波書店, 1980
- 溝口雄三と対談「異と同の瀬踏み 日本・中国の概念比較」-『中国思想のエッセンスⅠ 異と同のあいだ』岩波書店, 2011（初出は岩波書店『文学』1987年1月号）
- 遺稿（竹内整一編）「倫理学原論としての「おのずから」形而上学メモ」-『季刊日本思想史 第57号』 ぺりかん社, 2000